# Camden (Virginia Occidental)
Camden es un área no incorporada ubicada dentro del Distrito Freemans Creek, una división civil menor del condado de Lewis (Virginia Occidental), Estados Unidos. Está catalogada como un asentamiento humano por la Junta de Nombres Geográficos de los Estados Unidos.
El número de identificación (ID) asignado por el Servicio Geológico de Estados Unidos es 1536876.

## Geografía
Se encuentra a una altitud de 336 metros sobre el nivel del mar (1102 pies) según el conjunto de datos de elevación nacional.